# Småland
Småland ( [¹smoːland]IPA) je historická provincie (landskap) v jižním Švédsku. Småland hraničí s provinciemi Blekinge, Skánie (švédsky: Skåne), Halland, Västergötland, Östergötland a ostrovem Öland v Baltském moři. Jméno Småland znamená v doslovném překladu Malé země. Latinská forma názvu Smolandia byla používána v jiných jazycích. Nejvyšší bod v Smålandu je Tomtabacken s výškou 377 metrů.

## Administrace
Tradiční provincie Švédska již neslouží žádnému vládnímu účelu, ale zůstávají důležité z historického a kulturního hlediska. Provincie Småland je dnes téměř zcela rozdělena do tří správních hrabství Jönköping, Kalmar a Kronoberg. Několik malých částí historického Smålandu se nachází v okresech Halland a Östergötland.

## Obyvatelstvo
Ve Smålandu žilo k 31. prosinci 2020 celkem 776 277  obyvatel. Zasahuje (alespoň částečně) do pěti současných krajů:
| Kraj                     | Populace |
| ------------------------ | -------- |
| Jönköping, z velké části | 333 923  |
| Kalmar, z velké části    | 216 455  |
| Kronoberg, úplně         | 194 628  |
| Halland, okrajově        | 7 574    |
| Östergötland, okrajově   | 1 955    |

Největší obce
| Obce       | Populace |
| ---------- | -------- |
| Jönköping  | 89 396   |
| Växjö      | 65 387   |
| Kalmar     | 36 392   |
| Västervik  | 21 140   |
| Värnamo    | 18 696   |
| Oskarshamn | 17 258   |
| Nässjö     | 16 678   |
| Ljungby    | 15 205   |
| Tranås     | 14 197   |
| Vetlanda   | 13 050   |
| Nybro      | 12 810   |

## Geografie

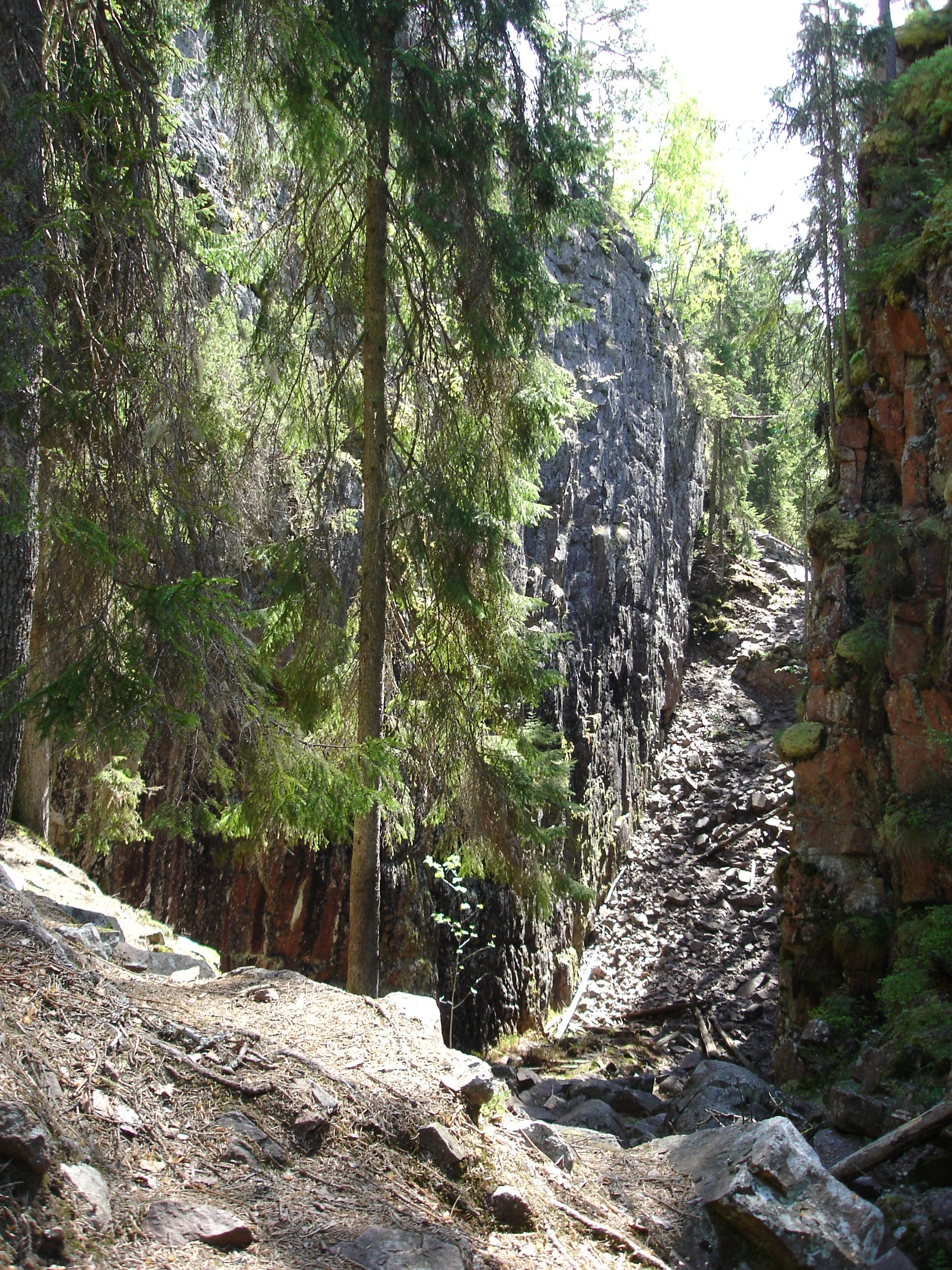
Obrázek z kaňonu v zalesněném Smålandu

V půdě dominuje zalesněná vysoká planina, ve které je půda smíchána s pískem a malými balvany, takže je ve všech kromě pobřežních oblastí neplodná a nevhodná pro zemědělství s výjimkou určitých míst, zejména Kalmarských plání. Provincie je bohatá na jezera a rašeliniště. Pobřeží je na severu označeno zátokami (s ostrovním souostrovím na moři) a na jihu obdělávanými plochými plochami. Celkově pokrývá obdělávaná půda 14 %, louky 7 % a lesy 50 % povrchu provincie. Kromě nedostatku hlubokých údolí je krajina podobná norrlandskému terénu, který se nachází ve Švédsku dále na sever.
Největšími městy jsou Jönköping na severozápadě, Växjö na jihu a Kalmar na východním pobřeží poblíž ostrova Öland.

### Podnebí
Klima je rozděleno mezi oceánské klima pobřežních oblastí, například ve městě Kalmar a vlhké kontinentální klima vnitřních vyšších oblastí, jako je Jönköping. Jižní vnitřní oblasti, jako je Växjö, mají podobné oceánské podnebí, jako je na pobřeží. Průměrné teplotní rozdíly mezi oblastmi jsou však relativně malé, protože Småland leží v přechodové zóně kontinentální / oceánské. Letní denní průměry jsou v celé provincii podobné – 21 °C. V zimě se denní teploty pohybují kolem bodu mrazu. Mírně chladnější noci, v průměru −5 °C v Jönköpingu činí jeho kontinentální klasifikaci. Lokalita Målilla má vůbec nejvyšší naměřenou teplotu ve Švédsku a Skandinávii s 38 °C z 1. června 1947.

## Historie
Oblast byla pravděpodobně osídlena již v době kamenné od jihu lidmi pohybujícími se podél pobřeží až do Kalmaru. Småland byl obydlen lidmi z doby kamenné nejméně 6000 let před naším letopočtem, protože je známo, že lidé v té době překročili ledový most přes Kalmarskou úžinu.
Oblast se Småland („malé země“), protože se jednalo o skupinu tuctu malých (ale do značné míry nezávislých) území: Kinda (dnes část Östergötlandu), Tveta, Vista, Vedbo, Tjust, Sevede, Aspeland, Handbörd, Möre, Värend, Finnveden a Njudung. Každá „malá země“ měla svůj vlastní zákon v éře Vikingů a raného středověku a mohla se prohlásit za neutrální ve válkách, do nichž se Švédsko zapojilo – alespoň pokud král neměl v parlamentní rozpravě přítomnou armádu. Kolem roku 1350, za vlády Magnuse Erikssona, byl ve Švédsku zaveden první zákon o národním právu a historické provincie ztratily většinu své staré autonomie.
Město Kalmar je jedno z nejstarších měst Švédska. Ve středověku to bylo nejjižnější a třetí největší město ve Švédsku, když bylo centrem pro export železa, který byl, v mnoha případech, ovládán německými obchodníky. V té době nebyli Scania a Blekinge součástí Švédska.
Småland byl středem několika rolnických povstání. Nejúspěšnější byl Dackefejden vedený Nilsem Dackem v letech 1542 a 1543. Když byli úředníci krále Gustava Vasy napadeni a zavražděni, král vyslal malé výpravy, aby tuto oblast uklidnil, ale všechny selhaly. Dacke byl během té zimy virtuálním vládcem velkých částí Smålandu, než byl nakonec poražen většími silami útočícími z Västergötlandu a Östergötlandu. Skvěle bránil hrad Kronoberg (nyní zničený), ale byl zastřelen, zatímco se pokoušel uniknout tehdejšímu dánskému vládci Blekinge.
Část Smålandu zvaná Království křišťálu je známá mnoha sklárnami a její historii lze vysledovat až do 18. století.

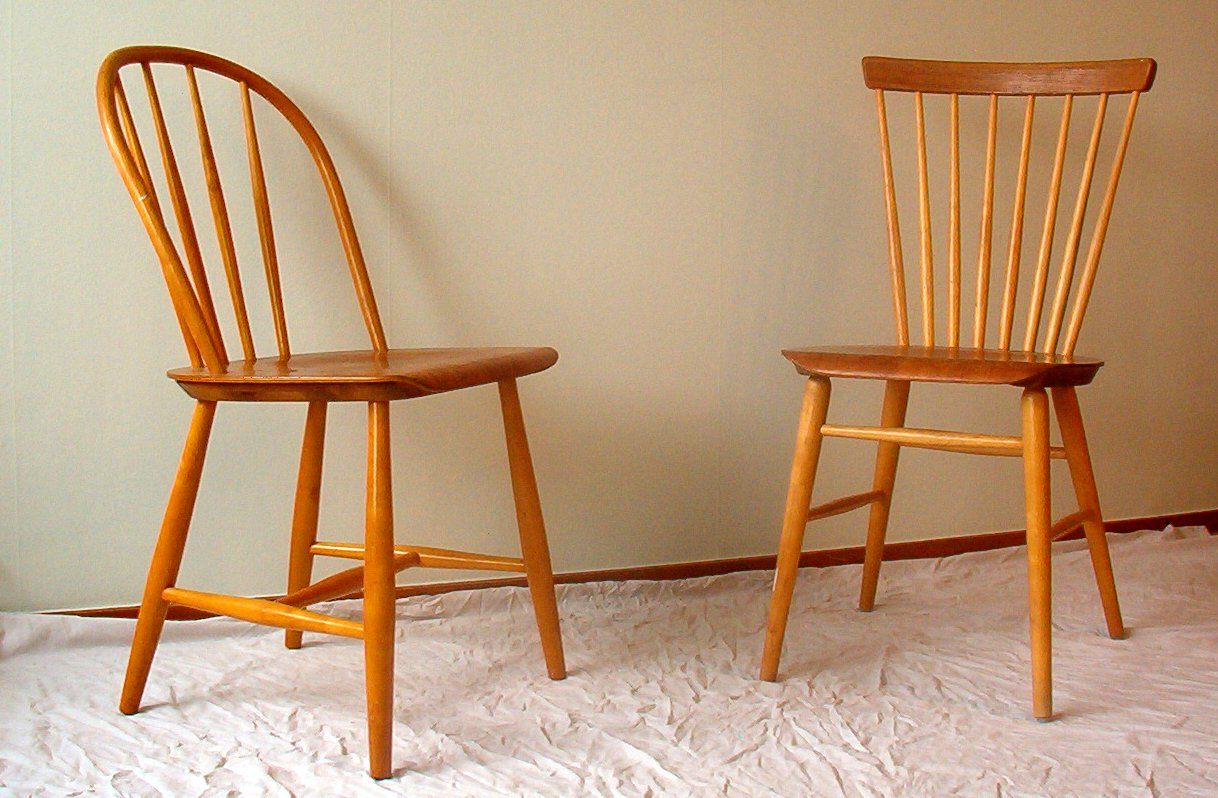
Tradiční křesla Windsor vyrobené v Smålandu

V 19. století byl Småland zasažen sociální a ekonomickou turbulencí a chudobou a měl značnou emigraci do Severní Ameriky. 4 300 švédských emigrantů bylo přijato, aby se usadili ve Stamfordu v Texasu, díky rodinné síti prvního švédského emigranta do Texasu Swante M. Swensona, který přišel z Jönköpingu.
Ve městě Älmhult ve Smålandu byla založena známá nábytkářská společnost IKEA.
Přes noc mezi 8. a 9. lednem 2005 provincie utrpěla vážné škody způsobené bouří Gudrun.

### Historická města
Města s bývalým statutem města byla: Eksjö (kolem roku 1400), Gränna (1652), Huskvarna (1911), Jönköping (1284), Kalmar (přibližně 1100), Ljungby (1936), Nybro (1932), Nässjö (1914), Oskarshamn (1856), Sävsjö (1947), Tranås (1919), Vetlanda (1920), Vimmerby (přibližně 1400), Värnamo (1920), Västervik (přibližně 1200), Växjö (1342)

### Národní parky
Ve Smålandu leží tři národní parky:
- Store Mosse
- Norra Kvill
- Blå Jungfrun

### Náboženství

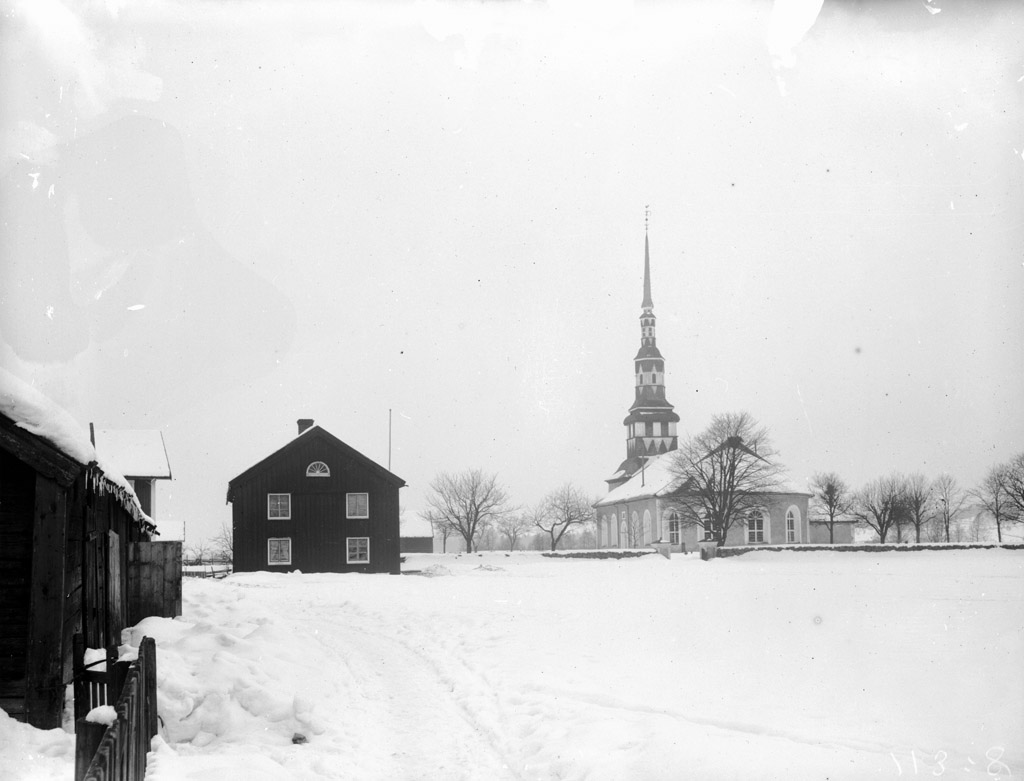
Ingatorp Old Church, Småland, Švédsko, ca 1895

Ve srovnání s velkou částí Švédska má Småland vyšší míru věřících.
Pokud jde o luteránské církevní hranice, většina provincie zahrnuje diecézi Växjö. Části severního Smålandu jsou v diecézii Linköping.
Småland je také známý svými sbory svobodných církví, i když tyto sbory jsou soustředěny v kraji Jönköping. Většina z Kalmar County a Kronoberg County má málo nebo žádné svobodné církve.
Småland je politicky nejsilnější provincií pro švédskou křesťansko-demokratickou stranu a oba poslední dva vůdci strany – Göran Hägglund a Alf Svensson žijí v obci Jönköping v severním Smålandu.

### Kultura

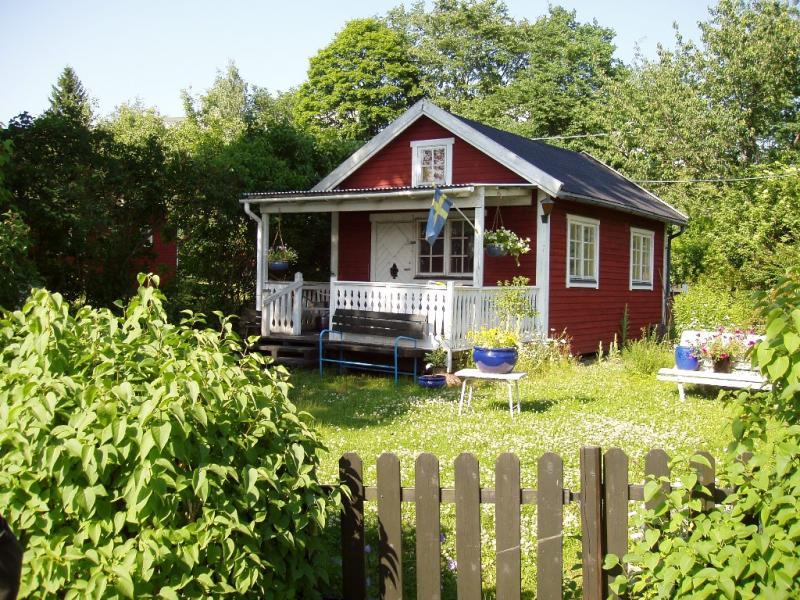
Statky v Smålandu jsou obvykle červené s bílými rohy

Švédský botanik Carl von Linné, často nazývaný otec taxonomie nebo „Král květin“, se narodil v obci Älmhult v Smålandu. Pojmenoval po sobě rostlinu zmijozel (latinsky Linnaea borealis). Květina se stala jedním ze symbolů provincie.
Další pozoruhodnou osobou byl Ingvar Kamprad, zakladatel globální společnosti IKEA. Název „Småland“ se v některých obchodech IKEA používá jako pojmenování pro dětské koutky.

## Vzdělávání
Småland je domovem Linného univerzity, umístěné ve městech ve Växjö a Kalmar, a Jönköpingské univerzitě.

### Smålandians
Ve 20. století byl Småland známý svou vysokou úrovní podnikání a nízkou nezaměstnaností, zejména v regionu Gnosjö.
Stará švédská encyklopedie Nordisk familjebok popisuje obyvatele Smålandu následovně:
Smålandian je od přírody bystrý a inteligentní, pilný a pracovitý, přesto poddajný, mazaný a lstivý, což mu dává výhodu v tom, že se může pohybovat životem s malými prostředky.
Nordisk familjebok
Švédským stereotypem je, že Smålandians jsou velmi ekonomičtí, od skromně skromných až po naprosto levné. Ingvar Kamprad, zakladatel IKEA, řekl, že Smålandians jsou považováni za skotské Švédy.

### Jazyk
Místní jazyk je švédský dialekt známý jako Småländska (Smalandian). Může být rozdělen do dvou hlavních větví, se severní příbuzné Götalandským dialektům a jižní k Skandinávským dialektům.

## Dělení

### Malé země
- Aspeland
- Finnveden
- Handbörd
- Kinda (dnes část Östergötlandu)
- Möre
- Sevede
- Tjust
- Tveta
- Vedbo Southern
- Vista
- Värend

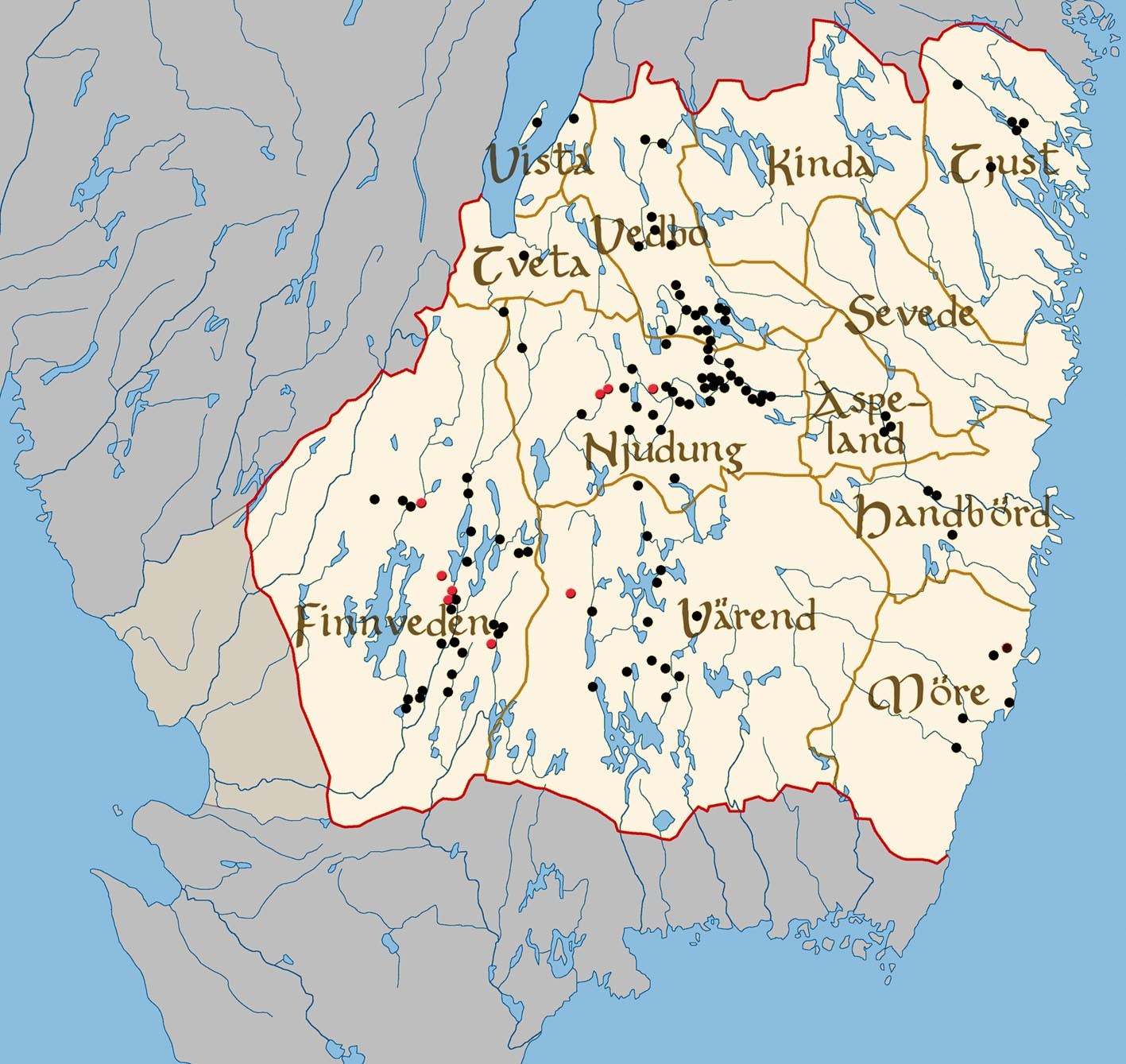
Malé země Smålandu. Černé a červené skvrny označují runové kameny

Po sjednocení Švédska, kolem roku 800–1200, byl Småland pro soudržnost rozdělen do pronajatých měst a na setiny.

### Setiny
Historické dělení všech švédských provincií bylo přes setiny (härad).
- Allbo
- Aspeland
- Handbörd
- Kinda
- Kinnevald
- Konga
- Mo
- Möre Northern
- Möre Southern
- Norrvidinge
- Sevede
- Stranda
- Sunnerbo
- Tjust Northern
- Tjust Southern
- Tunalän
- Tveta
- Uppvidinge
- Vedbo Northern
- Vedbo Southern
- Vista
- Västbo
- Västra
- Ydre
- Östbo
- Östra

## Sport
Fotbal v provincii spravuje organizace Smålands Fotbollförbund.